# Ла-Верн
Ла-Верн (англ. La Verne) — город в округе Лос-Анджелес, штат Калифорния, США.

## Демография
По данным переписи населения 2010 года в городе зарегистрировано 31 063 человек. Плотность населения равняется 1 400,8 человек на км². Расовый состав выглядит следующим образом: 74,2% белых, 3,4% черных, 0,9% коренных американцев, 7,7% азиатов, 0,2% жителей тихоокеанских островов, 9,1% других рас.

## Известные уроженцы и жители
- Шейн Мосли — американский боксёр-профессионал
- Томас Скортиа — американский писатель-фантаст, автор технотриллеров. Учёный-химик.